# Laurent Dandrieu
Pour les articles homonymes, voir Dandrieu.
Laurent Jullien, dit Laurent Dandrieu (né le 12 juillet 1963), est un critique de cinéma, essayiste et journaliste français.

## Biographie

### Origines et formation
Laurent Dandrieu naît Laurent Jullien le 12 juillet 1963 à Rome[réf. souhaitée].

### Carrière
Après avoir signé de son patronyme dans la revue Réaction (1990-1994), il opte pour le nom de plume « Laurent Dandrieu », et devient en 1994 pigiste au Spectacle du Monde.
Également pigiste pour les pages culturelles de Valeurs actuelles où il assure depuis 1998 la critique cinéma, il devient titulaire de la rubrique « culture » de l'hebdomadaire en 1999, puis devient rédacteur en chef adjoint, d'abord responsable de la culture puis, depuis 2007, des pages Débats/opinions, et d'octobre 2009 à juin 2013, rédacteur en chef du site internet valeursactuelles.com. Il est rédacteur en chef adjoint pour les pages Société puis, en 2016, devient rédacteur en chef des pages « Culture ».
En 2017, dans Église et immigration : le grand malaise, il rappelle qu'alors qu'en 1571 la papauté constitua le « fer de lance de la résistance à l'avancée musulmane » à travers la mise en place de la Sainte-Ligue qui défit les Ottomans à la bataille de Lépante, à l'opposé depuis Pie XII, les papes ont développé une position très favorable à l'immigration. Laurent Dandrieu explique cette position par deux erreurs fondamentales, d'abord considérer les migrations du point de vue exclusif des migrants comme un droit, « la faculté pour chacun de s’établir là où il l’estime le plus opportun », et ensuite mêler les plans eschatologiques et politiques en voyant dans les migrations « la préfiguration anticipée de la cité sans frontières de Dieu ». Ce biais sur l'immigration est selon lui favorisé pour les musulmans depuis les années 1960 par le « discours angélique sur l'islam » que tient l'Église sous prétexte de préserver les faibles acquis du dialogue interreligieux.
Selon le journaliste Frédéric Martel, il est proche de Nicolas Diat, son « double politique et psychologique ».

### Condamnation
Le journaliste Taha Bouhafs indique en septembre 2020 qu'il serait l’auteur d'une fiction parue en août 2020 dans les pages de Valeurs actuelles, et qui, illustrée par Pascal Garnier, représente la députée Danièle Obono en esclave et attire critiques et plaintes en raison de son caractère raciste. Il est condamné le 29 septembre 2019 à une amende de 1 500 euros et au paiement de dommages et intérêts pour complicité d'injure publique à caractère raciste pour ces faits.

## Ouvrages
- Woody Allen, portrait d'un antimoderne, Paris, CNRS, 2010 (réimpr. 2012), 301 p. (ISBN 978-2-271-06674-9)
- Dictionnaire passionné du cinéma : 6000 films à voir ou à fuir, Paris, L'Homme nouveau, 2013, 1403 p. (ISBN 978-2-915988-66-6)
- La Compagnie des anges : petite vie de Fra Angelico, Paris, Le Cerf, 2014, 99 p. (ISBN 978-2-204-10274-2)
- Le Roi et l'Architecte : Louis XIV, le Bernin et la fabrique de la gloire, Paris, Le Cerf, 2015, 197 p. (ISBN 978-2-204-10648-1)
- Les Peintres de l'invisible : le Greco, Rembrandt, Vermeer et autres messagers de l'infini, Paris, Le Cerf, 2016, 139 p. (ISBN 978-2-204-11670-1).
- Église et immigration, le grand malaise : le pape et le suicide de la civilisation européenne, Paris, Presses de la Renaissance, 2017, 311 p. (ISBN 978-2-7509-1361-8).
- La Confrérie des intranquilles, Paris, L'Homme nouveau, 2020, 200 p. (ISBN 979-1-097507-25-1). - Prix d’Académie 2021 de l'Académie française
- Rome ou Babel. Pour un christianisme universaliste et enraciné, Paris, Artège, 2022, 400 p.  (ISBN 979-10-336-1297-1)
- Une Cinémathèque idéale, Critérion, 2023.
- Le Roi et l'Arlequin : Louis XIV, Molière et le théâtre du pouvoir, Perpignan, Artège, 2024, 208 p. (ISBN 979-10-336-1580-4, présentation en ligne).

### Éditions
- Histoires de Londres, Paris, Sortilèges, 1997, 334 p. (ISBN 2-251-49118-X)
- Histoires de marins, Paris, Sortilèges, 1999, 325 p. (ISBN 2-251-49134-1)